# Marcilly-en-Beauce
Marcilly-en-Beauce là một xã thuộc tỉnh Loir-et-Cher trong vùng Centre-Val de Loire miền trung nước Pháp.